# سنجوکاکو
سنجوکاکو (به ژاپنی: 千畳閣 Senjōkaku) به معنی «عمارت هزار حصیری» یک معبد شینتویی است که در ایتسوکوشیما، هاتسوکاایچی، هیروشیما، استان هیروشیما در ژاپن قرار دارد. سنجوکاکو نام رایج معبد هوکوکو است. این نام فضای وسیع داخل ساختمان را توصیف می‌کند، زیرا سنجوکاکو در واقع تقریباً به اندازه هزار حصیر تاتامی است. ساخت این تالار که به سال ۱۵۸۷ برمی گردد، روی یک تپه کوچک درست در کنار معبد ایتسوکوشیما واقع شده‌است.
تویوتومی هیده‌یوشی، یکی از سه متحد کنندهٔ ژاپن، سنجوکاکو را به منظور خواندن سوتراهای بودایی برای سربازان کشته شده، سفارش داد. هنگامی که هیده‌یوشی در سال ۱۵۹۸ درگذشت، ساختمان هنوز تکمیل نشده بود. حتی با به قدرت رسیدن توکوگاوا ایه‌یاسو به جای وارث تویوتومی، این ساختمان هرگز به‌طور کامل تکمیل نشد.